# L'État du monde
Pour plus de détails, voir Fiche technique et Distribution.
L'État du monde (O Estado do Mundo) est un film dramatique portugais collectif réalisé par Chantal Akerman, Apichatpong Weerasethakul, Vicente Ferraz, Ayisha Abraham, Wang Bing et Pedro Costa qui portent six regards différents sur l'état du monde.
Il a été présenté lors de la Quinzaine des réalisateurs au Festival de Cannes 2007.

## Titre des différentes parties
- Luminous People (16') : réalisé par Apichatpong Weerasethakul (Thaïlande)
- Germano (20') : réalisé par Vicente Ferraz (Brésil)
- One Way (16') : réalisé par Ayisha Abraham (Inde)
- Brutality Factory (14') : réalisé par Wang Bing (Chine)
- Tarrafal (17') : réalisé par Pedro Costa (Portugal)
- Tombée de nuit sur Shanghaï (19') : réalisé par Chantal Akerman (Belgique)

## Fiche technique
- Titre original : O Estado do Mundo
- Réalisation : Chantal Akerman, Apichatpong Weerasethakul, Vicente Ferraz, Ayisha Abraham, Wang Bing et Pedro Costa
- Société de distribution :  Pierre Grise Distribution (France)
- Durée : 105 minutes[4]
- Genre : drame
- Dates de sortie :
  - France : 24 mai 2007 (Festival de Cannes) ; 20 février 2008 (sortie nationale)
  - Portugal : 16 juin 2007

## Distribution
Luminous People (16 minutes)
- Sakda Kaewbuadee
- Jenjira Pongpas (Jenjira Jansuda)
- Nophakraw Ngawvichai
- Prasit Donsug

Germano (20 minutes)
- Paschoal Villaboin : Germano
- Jurandir Ferreira : Noronha
- Babu Santana : Fernando
- Isaac Scheneider : Adamastor
- Andrei Tibilov : le capitaine russe
- Jorge Kachavara : le pilote russe
- Vincente Ferraz : le marin russe

One Way (16 minutes)
- Shyam Bahadur

Brutality Factory (14 minutes)
- Xu Ning
- Wu Gang
- Hongwei Wang
- Lu Ye
- Li Wake

Tarrafal  (17 minutes)
- José Alberto Silva
- Lucinda Tavares
- Alfredo Mendes
- Mario VenturaMedina

Tombée de nuit sur Shanghaï (19 minutes)
- Aucun (documentaire sans acteurs)

## Critiques
Pour Le Monde et L'Express le résultat est assez inégal, mais pour Les Inrockuptibles, le dernier volet signé Chantal Akerman est « magistral ».

## Distinctions
Le film a été nommé à 4 reprises: 
- Prix Europa Cinema
- Prix Art et Essai-CICAE
- Prix Fipresci
- Prix "Regard Jeune"